# Pinnipedia
I pinnipedi (Pinnipedia, Illiger, 1811) sono una superfamiglia dei carnivori. Sono mammiferi semi-acquatici largamente distribuiti.
Non è molto difficile riconoscere una foca. Una sagoma agile, filante, con tutti e quattro gli arti modificati in natatoie, è sufficiente ad assegnare qualunque membro del gruppo alla superfamiglia Pinnipedia, le foche nel senso più ampio del termine. La parola «pinnipede» si riferisce per l'appunto a questa modificazione ed è una fusione di due vocaboli latini: pinna, una penna o un'ala e pes (genitivo, pedis), un piede. I Pinnipedi sono pertanto i Mammiferi dal piede a foggia di ala.
Di questa superfamiglia fanno parte tre famiglie: Odobenidi, ridotti ai nostri giorni a un'unica specie, il tricheco; Otaridi, le otarie, comprendenti 16 specie; Focidi, le foche vere e proprie, con 18 specie.
Le somiglianze tra gli Odobenidi e gli Otaridi sono sufficienti a giustificare la loro riunione in una superfamiglia: Otarioidea. Rilevanti sono comunque le differenze rispetto ai Focidi, tanto che la maggior parte dei biologi è dell'opinione che i due gruppi si siano evoluti separatamente dal ceppo dei Carnivori: le otarie circa 25 milioni di anni fa e le foche approssimativamente 15. Il rapporto di parentela tra Pinnipedi e Carnivori è oggetto di accese discussioni. Taluni ritengono di scorgere affinità bastanti a collocare i Pinnipedi nell'ordine Carnivori. In questa sede abbiamo preferito mantenere una precisa divisione.
Le analogie tra Otaridi e Focidi sono più singolari delle diversità e stanno di fatto alla base della facilità con cui riusciamo a individuare una «foca». Il motivo non va cercato troppo lontano: tutti i Pinnipedi hanno dovuto adattare il modello morfologico tipico dei Mammiferi e valido per un'esistenza terragnola e un ambiente idrico tridimensionale. Essendo l'acqua di gran lunga più densa e viscosa dell'aria, i Pinnipedi dovettero plasmare una forma corporea diversa e adottare nuovi metodi di locomozione; poiché la perdita di calore in acqua è notevolmente più rapida che nel mezzo aereo, furono costretti a mettere a punto strategie di conservazione termica; infine, dato che l'ossigeno sciolto in acqua è inadatto al sistema respiratorio dei Mammiferi, si trovarono nella necessità di elaborare una serie di adattamenti che consentissero loro di tenersi in attività ventilando i polmoni a intervalli relativamente lunghi, un quadro di innovazioni che nel loro insieme costituiscono la fisiologia dell'immersione.
Ovviamente questi problemi sono dovuti essere risolti da tutti e tre i gruppi di Mammiferi che si sono specializzati per la vita acquatica. Tuttavia, laddove i Cetacei (balene e delfini) e i Sirenii (lamantini e dugonghi) hanno reciso ogni legame con la terraferma, i Pinnipedi soddisfano le loro esigenze alimentari in mare, ma rimangono vincolati al terreno solido (o al ghiaccio) come luogo di riproduzione e allattamento della prole. Queste due caratteristiche, nutrizione marina e nascita terrestre, hanno lasciato un'impronta indelebile su quasi tutti gli aspetti della loro esistenza.

## La struttura dei Pinnipedi

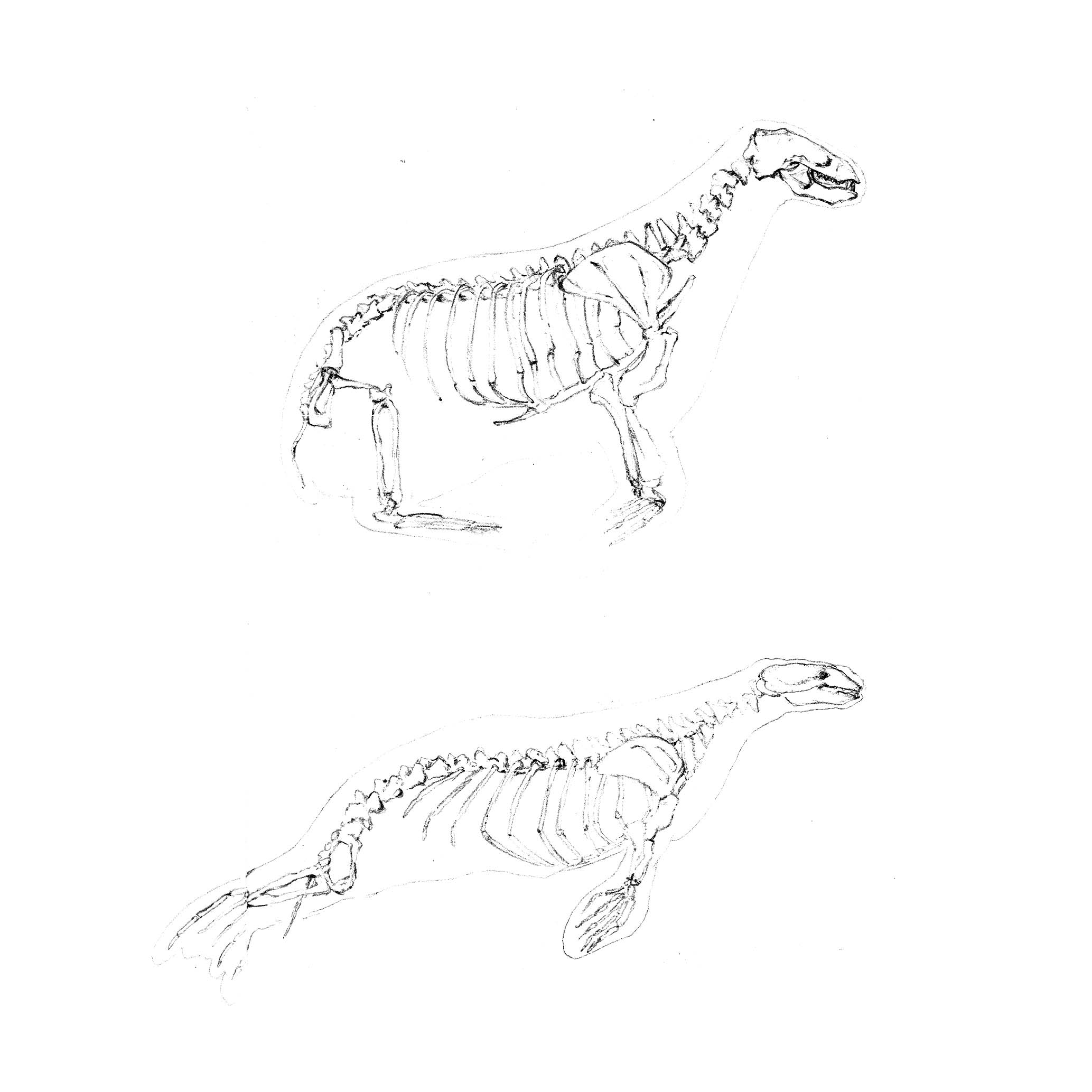
Anatomia comparata di un otaride e di un focide.

I Pinnipedi hanno corpo affusolato con testa tondeggiante che si assottiglia gradatamente nel tronco senza evidenziare un brusco restringimento in corrispondenza del collo. Le sporgenze esterne sono ridotte al minimo. L'orecchio esterno è rappresentato da un modesto padiglione allungato soltanto nelle otarie (donde il nome del gruppo, dal greco otarion, piccolo orecchio), mentre nelle foche e nei trichechi è scomparso. Nelle ultime due famiglie anche i testicoli sono nascosti allo sguardo e in tutti i Pinnipedi il pene è avvolto in una guaina interna che evita il formarsi di una protuberanza.
Le ghiandole sessuali maschili dei Focidi, prive di scroto, sono protette dallo sterilizzante calore corporeo grazie al flusso di sangue freddo assicurato da un reticolo di capillari sanguigni nelle natatoie posteriori. Analogamente, i capezzoli dei Pinnipedi (due nelle foche, a eccezione della foca barbata e delle foche monache, che ne possiedono quattro come le otarie) sono rientrati e rasenti alla superficie del corpo. Le mammelle costituiscono una lamina di tessuto che si estende sul ventre e sui fianchi e anche quando secernono attivamente latte, non danno luogo a rilievi visibili. Le linee generali di contorno sono ingentilite dallo strato di pannicolo adiposo o lardo sottocutaneo, anche se (come vedremo in seguito) la sua funzione non si esaurisce certo nell'idrodinamicità.
Per ovvi motivi le natatoie sporgono dal corpo, ma pur sempre in misura minore di quanto si verifichi per gli arti della maggior parte dei Mammiferi.
Le ossa degli arti sono relativamente corte e contenute entro il corpo, trovandosi l'ascella (che corrisponde alla spalla dell'uomo) e l'inforcatura rispettivamente a livello del polso (avambraccio nelle otarie) e dell'anca. Quasi tutte le ossa della mano e del piede sono comunque decisamente allungate. Le dita sono congiunte da una membrana di tessuto connettivo e definiscono una superficie palmata che esercita la spinta natatoria propulsiva.
La meccanica della locomozione è diversa nelle otarie e nelle foche, con i trichechi in posizione intermedia. Le otarie avanzano grazie al maestoso, simultaneo movimento delle natatoie anteriori, «volando» attraverso l'acqua o, se preferite, «remando» come i pinguini. Gli arti anteriori formano ampie pale con dita allungate, soprattutto per quanto riguarda il pollice. Le pinne posteriori sembrano non avere parte nel nuoto veloce (ove si eccettui una funzione timoniera), ma in spazi ristretti o nel corso di manovre lente possono fungere da pagaie espandendo le membrane.
Le foche, invece, sfruttano per il nuoto quasi esclusivamente gli arti posteriori. Il moto avviene tramite colpi alternati della natatoia, con le dita allargate durante la fase di spinta, in modo da applicare all'acqua la massima superficie e contratte nella corsa di ritorno. I movimenti delle pinne sono accompagnati e agevolati da oscillazioni laterali del tronco e della regione codale. Gli arti anteriori in condizioni normali sono tenuti aderenti ai fianchi, alloggiati in appositi incavi, ma possono entrare in azione a mo' di pagaie per effettuare piccoli aggiustamenti durante il nuoto lento.
Il tricheco, nuotatore greve e impacciato, utilizza come organo di propulsione soprattutto le natatoie posteriori. Le pinne ricordano da vicino quelle delle otarie, anche se le anteriori sono più corte e tozze.
La toelettatura, importante funzione sussidiaria degli arti, in generale è affidata alle pinne posteriori nelle otarie e a quelle anteriori nelle foche.
Le differenti tecniche natatorie delle otarie e delle foche si riflettono nelle rispettive anatomie. Le prime traggono la forza motrice soprattutto dal treno anteriore ed è qui che si concentra la massa muscolare. Le seconde invece evidenziano i muscoli più poderosi nella regione lombare. Quanto alla muscolatura vera e propria della pinna posteriore, la sua azione è alquanto limitata sul piano della propulsione e si estrinseca invece nell'orientamento dell'arto e nell'espansione e contrazione delle dita.
A terra le otarie sono molto più agili degli altri gruppi e si muovono sostenendo il peso del corpo sulle natatoie anteriori ruotate verso l'esterno e flettendo in avanti sotto il corpo le natatoie posteriori. Quando l'animale ha l'opportunità di procedere senza fretta, muove in cadenza alternata una pinna anteriore avanzando al contempo l'arto posteriore sul lato opposto. Sul suolo poggia soltanto il calcagno, mentre le dita rimangono sollevate. Aumentando la velocità, si passa al galoppo, con avanzamento appaiato dapprima degli arti posteriori e poi di quelli anteriori. In questa forma di locomozione assume un'importanza primaria la funzione di contrappeso del collo, poiché il peso va a gravare sul treno anteriore. Si è calcolato che se il collo avesse una lunghezza dimezzata le otarie sarebbero incapaci di progredire sul suolo.
Non diversa, anche se molto più goffa, è l'andatura dei trichechi.
Su terreno libero, le foche strisciano sul ventre, «inarcandosi» così da portare il peso alternativamente sul torace e sul bacino. Talune, per esempio gli elefanti di mare o la foca grigia, fanno leva sulle natatoie anteriori. Spostandosi di roccia in roccia, le foche grigie sfruttano anche la possente presa delle dita terminali degli arti anteriori. Altre specie, come la foca di Weddell, lasciano invece inoperose le pinne anteriori. La foca dalle fasce e la foca cancrivora si disimpegnano brillantemente su ghiaccio o neve compatta alternando vigorose battute «a rana» degli arti anteriori e violenti movimenti flagellanti del treno e delle pinne posteriori, quasi come se nuotassero sulla superficie del ghiaccio.

## La conservazione del calore
Poiché l'acqua di mare è comunque più fredda e per solito molto più fredda della temperatura del sangue - approssimativamente 37 °C - ed essendo la perdita di calore in acqua molto più rapida che nell'aria, sono indispensabili precipui adattamenti per scongiurare un'eccessiva dissipazione di calore. Uno degli espedienti più ovvi consiste nel ridurre l'area superficiale. L'idrodinamicità del corpo della foca, con la riduzione delle appendici sporgenti, costituisce già una buona base di partenza.

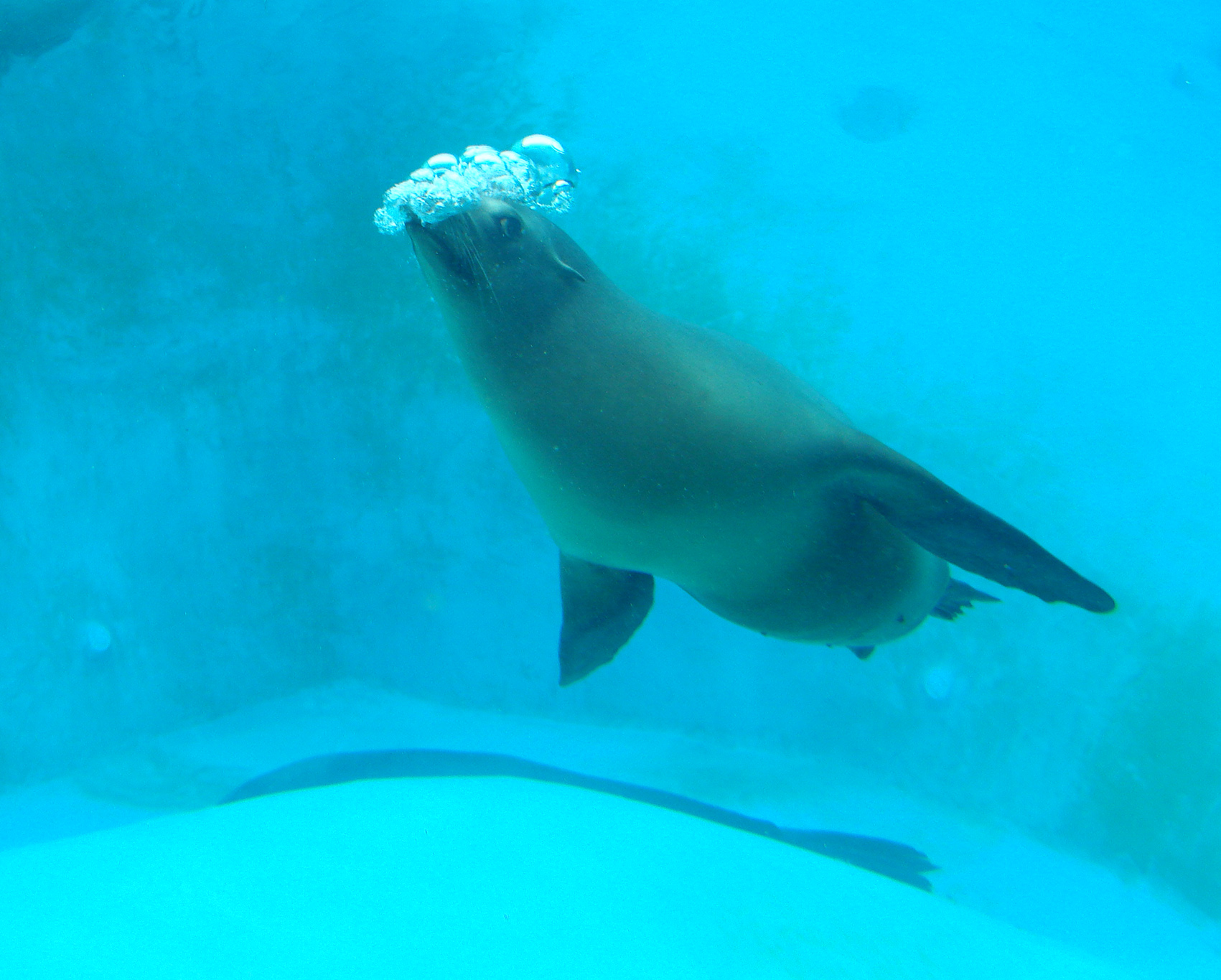
I Pinnipedi possono trattenere sott'acqua il respiro per quasi due ore.

Un altro importante accorgimento sta nel trarre vantaggio dal rapporto tra superficie-volume: dati due oggetti della stessa forma, quello più grande ha un'area superficiale relativamente minore. Le foche si sono avvalse di questa strategia per rendere meno pesante la perdita di calore: infatti non esistono Pinnipedi di piccola taglia, come succede invece tra i Roditori, gli Insettivori o i Carnivori.
Un altro sistema per regolare il flusso termico è l'isolamento della superficie esistente. Lo strato di aria intrappolato nella pelliccia tipica dei Mammiferi rappresenta un coibente efficace in ambiente atmosferico, ma lo è molto meno nel mezzo liquido, giacché tende a disperdersi via via che i peli si bagnano. Ad ogni modo, la lamina d'acqua più o meno stazionaria che riveste la superficie del corpo ha un effetto non trascurabile. Interessante a questo proposito è il metodo di coibentazione escogitato dalle otarie orsine. Il manto di tutti i Pinnipedi è formato da un gran numero di unità, ciascuna composta di un fascio di peli e di un paio di ghiandole sebacee associate. In ogni ciuffo si distinguono un pelo di protezione, lungo e robusto, a radice profonda e un certo numero di fibre più fini e più corte. Nelle foche e nei leoni di mare queste fibre sono poche (1-5), ma nelle otarie orsine danno origine a una folta lanugine. Le sottili punte di questa lanetta e le secrezioni delle ghiandole sebacee rendono la pelliccia idrorepellente, cosicché l'acqua non può raggiungere la pelle sottostante.
La pelliccia è un ottimo coibente, ma ha lo svantaggio che in caso di immersione lo strato d'aria che imprigiona viene compresso di metà dello spessore ogni 10 m di profondità, riducendo in proporzione la sua efficacia.
Proprio per questo motivo, le foche hanno sviluppato un altro marchingegno termico, vale a dire uno spesso strato sottocutaneo di tessuto adiposo o lardo, che peraltro fornisce anche energia durante i periodi di digiuno e di allattamento. Il grasso è un cattivo conduttore del calore e il pannicolo adiposo offre un rendimento all'incirca pari al 50 per cento di un uguale spessore di pelame in aria. In acqua poi l'isolamento si riduce più o meno a un quarto del suo valore in aria, ma con il vantaggio di una sostanziale indifferenza alla profondità di immersione. I Pinnipedi di norma sono ricoperti da 7–10 cm di lardo, sufficienti per impedire un'eccessiva dispersione di calore. Le foche hanno un pannicolo adiposo più consistente delle otarie.
In ambiente freddo la cessione di calore dalle natatoie, prive di copertura isolante, viene minimizzata riducendo l'afflusso di sangue, naturalmente in misura compatibile con l'esigenza di evitare il congelamento. Sotto l'intreccio dei capillari si stendono speciali derivazioni tra le arteriole e le venule conosciute come anastomosi arterovenose o AVA. Aprendo le AVA, gli strati superficiali possono essere irrorati da una maggior quantità di sangue e quindi indotti a rilasciare all'esterno un flusso più abbondante di calore.
La coibentazione, efficace in acqua, lo è anche nell'aria e una foca di Weddell, per esempio, può sopportare senza problemi una temperatura di -40 °C sul ghiaccio. Va da sé che la temperatura cutanea può essere molto maggiore della temperatura esterna. Quasi tutte le foche in senso lato tollerano perciò con perfetta disinvoltura i climi freddi, potendo far fronte in pratica a qualsiasi temperatura dell'aria e non raffreddandosi mai l'acqua molto al di sotto di -1,8 °C. I Pinnipedi rappresentano in effetti un elemento caratteristico del paesaggio delle regioni polari, sia boreali sia australi. Tuttavia, non tutti vivono in climi rigidi ed è intuibile che in regioni temperate o tropicali (soprattutto le otarie e le foche monache) l'eliminazione del calore in eccesso fuori dell'acqua possa costituire un grosso problema.
Le otarie orsine possono avere seri problemi termici dopo un periodo di intensa attività. Il calore viene dissipato soltanto attraverso la nuda pelle delle natatoie. A questo scopo le AVA vengono dilatate, così da richiamare una maggior quantità di sangue e da irraggiare calore dalla superficie delle pinne, agevolando magari il processo con lo stirarle in tutta la loro lunghezza, sventolarle o urinarvi sopra.
Le foche presentano anastomosi arterovenose su tutto il corpo. Il grasso contiene vasi sanguigni, per cui una foca può cedere calore facendo affluire sangue alla superficie cutanea. Naturalmente il sistema funziona anche in senso inverso, recuperando calore quando splende il sole anche a bassissime temperature atmosferiche.

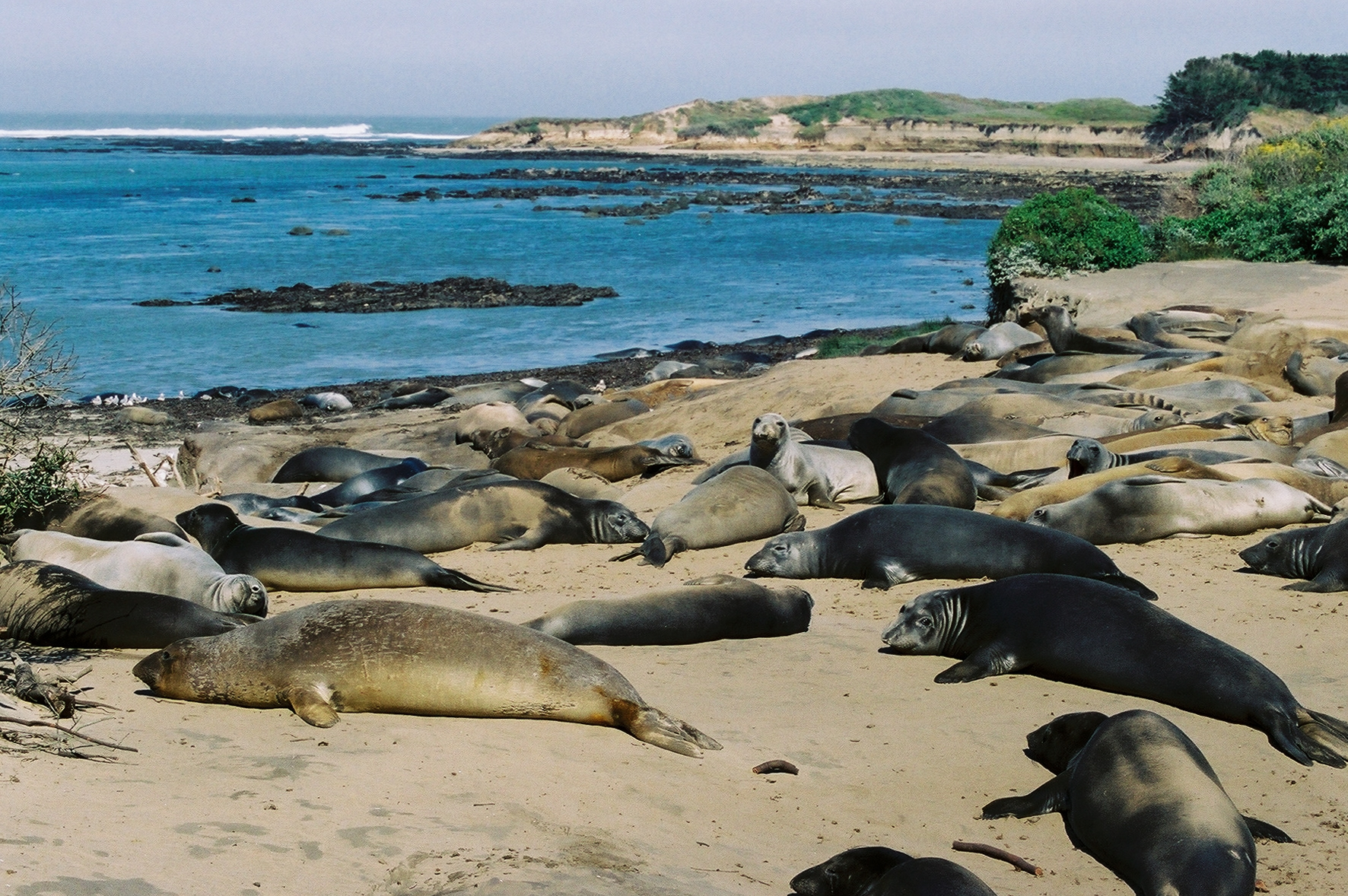
Elefanti di mare effettuano la muta nel Parco Statale di Año Nuevo, California.

Disseminato di AVA è pure il corpo del tricheco, che, sdraiato al sole, talora assume una sfumatura rosata proprio per il sangue fatto affluire alla pelle.
Periodicamente ogni Pinnipede deve rinnovare la sua dotazione di peli e il tegumento cutaneo. Tra le otarie, la muta è una faccenda abbastanza complessa. Cadono dapprima le fibre della lanugine, che nelle otarie orsine rimangono però in parte nel canale pilifero. Poco dopo tocca ai peli di protezione, una frazione dei quali rimane però di volta in volta al suo posto.
Nelle foche il processo è molto più repentino. Onde creare le condizioni necessarie alla crescita dei nuovi peli si deve aumentare l'apporto di sangue alla pelle e questo si traduce inevitabilmente in una maggiore perdita di calore. Per questo motivo i Pinnipedi in genere si trattengono fuori dall'acqua per buona parte della durata della muta e alcuni, come gli elefanti di mare, conservano il calore addossandosi l'un l'altro in grandi ammucchiate.

## L'immersione
Imperativo per un Mammifero in un ambiente acquatico è impedire all'acqua di entrare nei polmoni. Al momento del tuffo, i Pinnipedi chiudono di riflesso le narici, i cui orifizi sono sotto controllo muscolare e, una volta immersi, resteranno sigillati a causa della pressione dell'acqua. Analogamente, il palato molle e la lingua in corrispondenza del retrobocca escludono la cavità boccale dalla laringe e dall'esofago quando l'animale si trova ad aver bisogno di schiudere le mascelle in profondità, per esempio per afferrare la preda.
Ovviamente a questi adattamenti si affianca l'esigenza di trattenere il fiato per periodi prolungati. Le foche sotto questo riguardo sono molto più attrezzate delle otarie, che raramente indugiano sott'acqua per più di 5 minuti. Ciò nonostante, l'otaria orsina sudafricana si è dimostrata in grado di seguire la preda a oltre 100 m e il leone marino della California ha raggiunto i 73 m in condizioni naturali e i 230 m previo addestramento. D'altra parte l'apnea dei Focidi ha durata molto maggiore, circa 30 minuti per gli elefanti di mare e un massimo cronometrato di 73 minuti per una foca di Weddell in libertà.
La capacità di trattenere il fiato può essere rafforzata aumentando la concentrazione dell'ossigeno in immersione. I Pinnipedi praticano a questo scopo l'iperventilazione, ma hanno cura di non appesantire troppo i polmoni onde evitare problemi di galleggiamento. Le foche espirano gran parte dell'aria prima di tuffarsi, mentre i leoni marini si proiettano sott'acqua con i polmoni almeno in parte dilatati. Le foche possiedono un maggior volume di sangue per unità di peso corporeo degli altri Mammiferi, valore che nel caso della foca di Weddell è circa due volte e mezzo quello di un uomo di taglia equivalente. Inoltre il sangue è più ricco di emoglobina, con una capacità di trasporto dell'ossigeno approssimativamente tripla di quella dell'uomo. Si deve infine tener presente che nei muscoli si trovano concentrazioni più elevate di un'altra proteina capace di combinarsi con l'ossigeno, la mioglobina. Le quantità relative di mioglobina nella foca di Weddell sono all'incirca dieci volte superiori a quelle di un uomo.
Ma neppure queste accresciute riserve di ossigeno sarebbero sufficienti a un'immersione protratta se non fossero correlate a modificazioni fisiologiche. Quando una foca lascia la superficie del mare si innesca un meccanismo complesso, di cui la componente più manifesta è un rallentamento del battito cardiaco, con un calo al 10-20% del ritmo normale e indirizzo privilegiato del sangue al cervello. L'animale può così adoperare l'ossigeno disponibile nel modo più economico diminuendone significativamente l'afflusso ad alcuni organi quali il fegato e i reni.
Nella foca di Weddell allo stato libero le immersioni sono di solito abbastanza brevi, non superiori a una ventina di minuti e il metabolismo è del tipo convenzionale aerobico (cioè con assunzione di ossigeno) e quindi si accumula anidride carbonica come prodotto di scarto. Se l'apnea si prolunga oltre la mezz'ora, il metabolismo (cervello a parte) passa alla modalità anaerobica (cioè non impiega ossigeno) e i muscoli vanno via via caricandosi di acido lattico. Le foche sono notevolmente resistenti ad alte concentrazioni di acido lattico e anidride carbonica nel sangue, ma dopo un'immersione di questa portata è necessaria una fase più o meno lunga di recupero. Per esempio un'apnea di 45 minuti richiede un periodo di 60 minuti in superficie. Si spiega così perché le immersioni anaerobiche prolungate siano rare in natura.
Lo scendere a notevole profondità comporta anche problemi di pressione.
Le foche di Weddell frequentano senza difficoltà i 300–400 m e sono in grado di raggiungere i 600 m. A questa quota, la pressione, in superficie, in superficie di 1 kg/cm², sarà all'incirca pari a 64 kg/cm². Essendo i liquidi virtualmente incomprimibili, quasi tutti gli organi non ne risentiranno alcuna conseguenza, ma non va dimenticata la presenza di sacche gassose. Tipico è il caso dell'orecchio medio, che nelle foche è tappezzato da un sistema di cavità percorse da un reticolo di capillari venosi. Quando l'animale si immerge, la pressione crescente rigonfia le concavità piene di sangue che vanno a sporgere nell'orecchio, allontanandone l'aria compressa e uniformandosi alla pressione ambiente. Lo spazio gassoso di gran lunga più esteso si trova nel sistema respiratorio. Al momento del tuffo, la foca svuota in parte i polmoni, ma una certa quantità di aria ristagna pur sempre negli alveoli e nei bronchi. Incrementandosi la pressione, l'aria viene forzata fuori dai polmoni nelle vie superiori, dove minore è il rischio che l'azoto venga assorbito e provochi quella che è comunemente nota come «malattia dei cassoni» (o malattia da decompressione) quando la foca riemerge. Nonostante questo stratagemma, una serie di ripetute immersioni potrebbe provocare pericolosi accumuli di azoto ed è stato calcolato che una foca di Weddell potrebbe contrarre la malattia spingendosi una sola volta troppo in profondità e per una durata eccessiva.

## Gli organi di senso
Ben sviluppati sono nei Pinnipedi la vista, l'udito e il tatto, ma poco sappiamo dell'olfatto. Sia le otarie sia le foche emettono odori penetranti nella stagione degli amori e le madri identificano a fiuto i loro pargoli, per cui possiamo presumere che il senso dell'olfatto, per altro di nessuna utilità sott'acqua, abbia una sua funzione.
Gli occhi in generale sono grandi e in certe specie, per esempio nella foca di Ross, raggiungono dimensioni inusitate. L'assenza di un dotto nasolacrimale è responsabile della frequente comparsa di lacrime che rotolano sulle gote, conferendo a queste creature un immeritato tocco di simpatia che molti giudicano irresistibile.
La retina, adattata a condizioni di scarsa illuminazione, contiene soltanto bastoncelli (si esclude quindi una visione cromatica) e la sua azione è rinforzata da un tapetum lucidum (come nei gatti) che riflette una seconda volta la luce attraverso le cellule sensoriali. I Pinnipedi hanno una vista buona sia nel mezzo aereo sia in quello liquido. Essendo la cornea sprovvista di effetto rifrangente quando è immersa in acqua, il cristallino presenta una curvatura più accentuata di quella dei Mammiferi terrestri. All'esterno, la pupilla si contrae a una fessura verticale ed evita così, insieme alla cornea di profilo cilindrico piuttosto che sferico, la necessità di un accomodamento estremo nel passaggio dall'acqua all'aria.
L'udito delle foche è sottile. A parte l'assenza di padiglioni nel tricheco e nelle foche e la modificazione legata all'immersione di cui abbiamo fatto cenno, la struttura dell'orecchio non si discosta granché da quella della maggior parte dei Mammiferi. Alcune foche producono sott'acqua una sorta di crepitio, probabilmente a mezzo della laringe, di cui si è ipotizzato un impiego nella localizzazione ultrasonica. Ne abbiamo una valida documentazione per la foca comune, ma i tentativi di dimostrarne l'esistenza nel leone marino della California si sono risolti in un insuccesso. Tuttavia molte foche sono incapaci di servirsi della visione come strumento di ricerca del cibo, per esempio negli estuari fangosi o sotto il ghiaccio durante l'inverno polare. Vi sono molti resoconti di foche ben pasciute cronicamente cieche da entrambi gli occhi. Risulta dunque evidente che la preda può essere individuata con qualche altro mezzo.
Le vibrisse hanno di norma un forte sviluppo ed è verosimile che siano utilizzate per captare vibrazioni in acqua; lisce nelle otarie, nel tricheco, nelle foche monache e barbate, sono invece nervate nelle altre specie.
Le vibrisse emergenti di fianco alle narici, sono le più lunghe: sino a 48 cm nell'otaria orsina antartica. Altri raggruppamenti, sopra il naso e sulla fronte, sono in linea di massima più corti. Ciascun baffo è alloggiato in un follicolo circondato da una capsula di tessuto connettivo fittamente innervata. La loro struttura lascia intendere che le vibrisse siano preziose soprattutto per rilevare gli spostamenti d'acqua generati dai pesci in movimento. La rimozione delle vibrisse si ripercuote sulla capacità delle foche comuni di catturare la preda.

## Cibo e alimentazione

Denti di foca cancrivora.

Al loro primo apparire, circa 25 milioni di anni or sono, i Pinnipedi subirono una rapida speciazione, forse in rapporto a un sensibile aumento delle disponibilità alimentari legato a un intensificarsi dei fenomeni di risalita (per opera di eventi climatici o di movimenti della crosta terrestre) di sostanze nutritive e quindi in ultima analisi all'incremento della produttività oceanica. Le correnti ascensionali sono comuni lungo le coste occidentali alle alte latitudini e in corrispondenza dei punti di divergenza delle correnti: proprio in queste zone sono oggi abbondanti i Pinnipedi.
Quasi tutti i Pinnipedi sono opportunisti in campo alimentare, cibandosi di qualunque preda capiti loro a tiro.
Alcuni Pinnipedi sono però estremamente specializzati. Il 94% della dieta della foca cancrivora è costituita per esempio dai piccoli gamberetti che formano il krill antartico. Anche la foca dagli anelli, di habitat artico, si nutre prevalentemente di crostacei; l'elefante marino del sud e la foca di Ross prediligono i cefalopodi; il tricheco e la foca barbata vanno in caccia soprattutto di invertebrati di fondale, cardi in primo luogo.
Alcuni Pinnipedi predano animali a sangue caldo: molti leoni marini fanno la posta agli uccelli e non disdegnano la prole di altre foche e otarie; i trichechi occasionalmente si accontentano di qualche foca dagli anelli. Il predatore più rapace di altre foche è comunque la foca leopardo, che fa strage di giovani foche cancrivore, nonché di pesci, krill e uccelli.
Le mascelle e i denti dei Pinnipedi sono adatti ad afferrare più che a masticare. Le prede vengono quasi sempre inghiottite intere, a meno che le loro dimensioni pretendano un approccio diverso. I planctofagi, come la foca cancrivora o la foca dagli anelli, possiedono una dentatura fitta di cuspidi attraverso le quali l'acqua può essere lasciata filtrare fuori della bocca prima di ingerire il boccone. I molari sono spesso in numero ridotto, come succede per esempio nell'arctocefalo delle Kerguelen, pur trattandosi di un consumatore di krill. I denti della foca barbata, per quanto larghi, hanno radici assai poco profonde e probabilmente non tardano a cadere.
Lo stomaco è semplice e allineato con l'asse longitudinale del corpo, forse per facilitare l'inghiottimento di prede di grossa mole. L'intestino tenue è sovente molto lungo, misurando 18 m nell'otaria dalla criniera e addirittura 202 m nel maschio adulto dell'elefante marino del sud (nell'uomo è attorno ai 7 m). Il cieco, il colon e il retto sono comparativamente corti.
Scarne informazioni abbiamo sul fabbisogno alimentare delle foche allo stato selvatico. Influenza determinante hanno l'attività e la temperatura dell'acqua. Si valuta che il callorino dell'Alaska richieda per il solo sostentamento un'assunzione quotidiana di cibo pari al 14% del peso corporeo, laddove un esemplare in cattività può sopravvivere con il 6-10 per cento. I preadolescenti necessitano in proporzione di un rapporto nutritivo maggiore degli adulti, in parte per le esigenze di crescita e in parte per le più rilevanti perdite di calore che caratterizzano gli animali di minor taglia.
La maggior parte dei Pinnipedi è in grado di uscire indenne da digiuni prolungati connessi alle attività riproduttive o alla muta. A questo riguardo è di grande importanza il pannicolo adiposo, utile come magazzino alimentare e come coibente.

## Strategie riproduttive

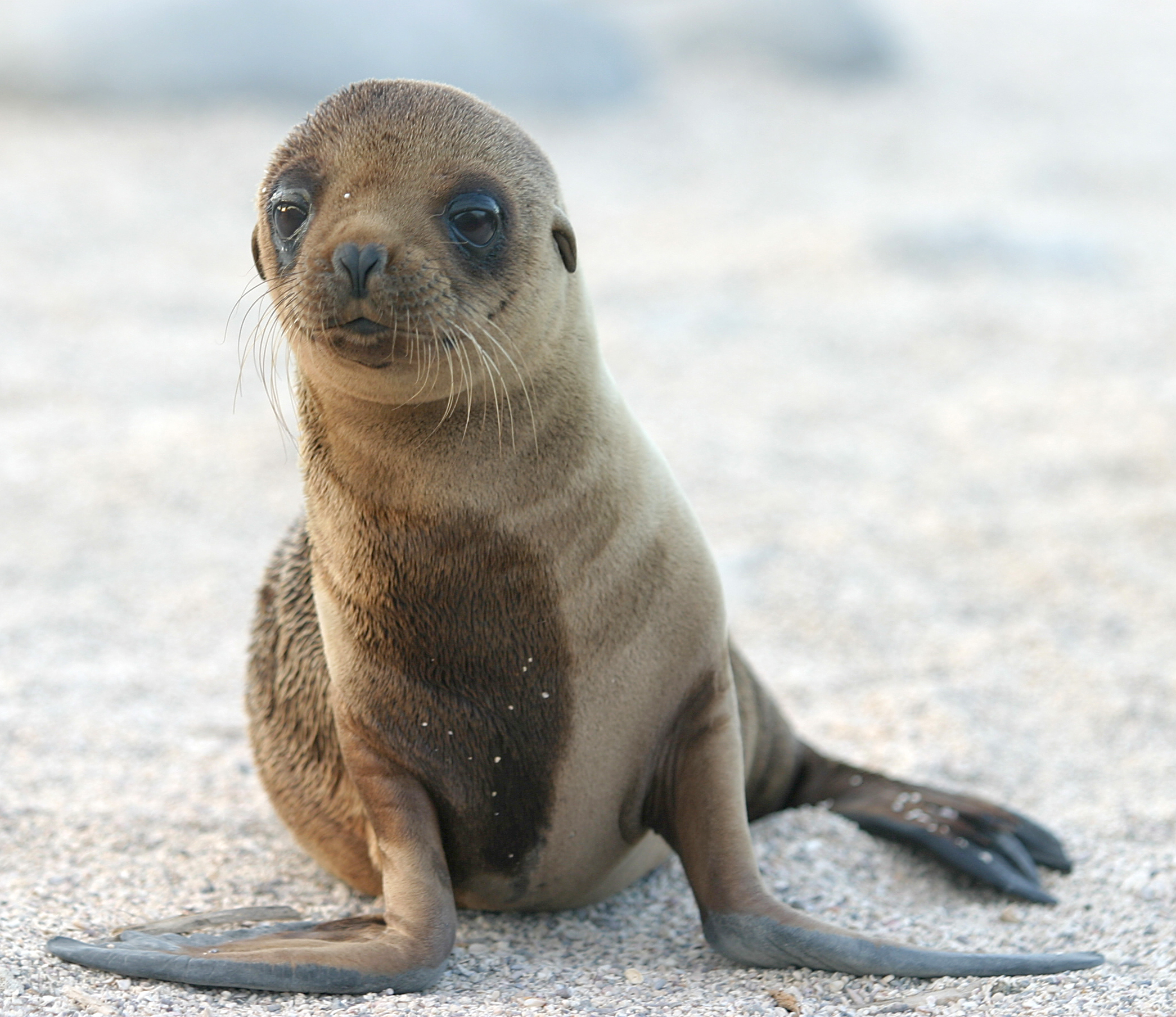
Piccolo di leone marino delle Galápagos (Zalophus wollebaeki).

I Pinnipedi non sono riusciti a compiere l'intera transizione dalla terraferma all'acqua. Quegli stessi adattamenti che ne definiscono la splendida idoneità alla vita acquatica, li rendono malaccorti e vulnerabili sul terreno solido cui devono far ricorso all'epoca della riproduzione. Essendo penosamente esposti all'attacco dei predatori terrestri, essi hanno dovuto adottare varie strategie per garantirsi un minimo di sicurezza durante il periodo delle nascite e delle cure parentali: scelta di siti di riproduzione ben protetti, struttura sociale dei branchi di allevamento, durata del periodo di dipendenza dalla madre della prole.
Tipicamente i Pinnipedi partoriscono in primavera o all'inizio dell'estate. Dopo alcuni mesi di intensa nutrizione, essi si riuniscono nel luogo prescelto per la riproduzione. Tutte le foche boreali, a eccezione delle foche monache e delle foche comuni, delle foche australi e degli elefanti marini, figliano sulla banchisa. Le otarie hanno costumi diversi, mentre i trichechi prediligono il ghiaccio ma di solito non si allontanano molto da riva.
Spesso (sempre, se si tratta di otarie) i maschi arrivano sui luoghi della riproduzione qualche giorno o settimana prima delle femmine e prendono possesso di un territorio delimitato sulla spiaggia. Le partorienti, gravide dei feti concepiti nella precedente stagione, si faranno vedere soltanto poco prima di dare alla luce i loro piccoli. Tra gli elefanti di mare il tempo che intercorre è di circa una settimana, ma nelle foche comuni, che mettono al mondo i cuccioli su qualche banco di sabbia o tra le rocce battute dalla marea, può essere di una manciata di minuti. L'espulsione del feto, opportunamente di forma affusolata e quindi in grado di scivolar fuori con pari facilità sia di testa sia di coda, è una faccenda veloce in tutti i Pinnipedi. Il parto è uniparo, con rare eccezioni gemellari quasi mai condotte a buon fine durante l'allevamento.
Il neonato è ricoperto di una folta lanugine specializzata più soffice del manto che lo proteggerà da adulto e spesso di colore diverso (nero nelle otarie orsine, bianco nella gran parte delle foche che nascono sul ghiaccio). La prima muta sopraggiungerà dopo due o tre settimane nelle foche, ovvero dopo due o tre mesi nelle otarie, quando cioè il giovane virgulto ha cominciato a ricoprirsi di grasso ed è meglio attrezzato per conservare il calore che produce. È sorprendente che in alcune foche, per esempio la foca comune, la lanetta venga cambiata ancora nell'utero materno.
Di solito trascorre qualche ora prima che la madre offra al rampollo le mammelle. Le modalità di allattamento sono estremamente variabili. Le foche amanti del ghiaccio, come la foca della Groenlandia, nutrono il lattonzolo per non più di una decina di giorni; l'instabilità della banchisa può avere un certo peso. Altre foche hanno un periodo di suzione più lungo, circa tre settimane la foca grigia e gli elefanti di mare, sei settimane la foca dagli anelli. Molte madri rimaste a digiuno per tutta la durata dell'allattamento, subito dopo entrano nuovamente in calore e si accoppiano, svezzano bruscamente il piccolo e lo abbandonano al suo destino. Tra madre e figlio da quel momento in poi non vi saranno che contatti occasionali.
Nelle otarie il legame si mantiene un po' più a lungo. Una settimana dopo il parto, la femmina è di nuovo ricettiva e viene fecondata dal maschio dominante più vicino. Partirà quindi per una serie di escursioni a scopo alimentare intervallate da brevi ritorni per somministrare una poppata al piccolo.
La giovane otaria raggiunge l'indipendenza attorno ai 4-6 mesi, ma non di rado continua a trarre profitto dal latte materno almeno sino all'arrivo del cucciolo successivo.
Sia nei Focidi sia negli Otaridi l'ovulo fecondato inizialmente si sviluppa soltanto sino a raggiungere le dimensioni di un accumulo sferoidale cavo di cellule che prende il nome di blastocisti e rimane quiescente nell'utero sino al completamento della fase principale di allattamento del piccolo precedente, vale a dire per quattro mesi o anche meno.
Trascorso questo periodo, la blastocisti si impianta nella parete dell'utero, evolve una placenta e prende a svilupparsi secondo i canoni normali. Questo fenomeno, conosciuto come annidamento differito, serve probabilmente a concentrare parto e accoppiamento in un unico periodo, così da ridurre al minimo la pericolosa permanenza a riva.
Alcuni Pinnipedi si trattengono nei territori di allevamento per tutto l'anno, ma la maggior parte si disperde nei dintorni o talora, come avviene per il callorino dell'Alaska, intraprende migrazioni di migliaia di chilometri. Questo lasso di tempo viene dedicato all'accumulo di riserve che si renderanno necessarie nella stagione di riproduzione seguente. I preadolescenti e gli adolescenti a volte seguono il medesimo schema, ovvero occupano aree diverse dagli adulti. Sfortunatamente, le nostre conoscenze delle abitudini di vita delle foche in mare sono ancora piuttosto scarse.

## I rapporti con l'uomo
L'uomo ha avuto stretti contatti con i Pinnipedi sin da quando si diffuse nelle regioni costiere dove questi animali erano abbondanti: l'Europa settentrionale, l'Asia a settentrione del Giappone, il Nord America artico e la Groenlandia.
Grazie anche alle modificazioni che li avevano resi idonei a un'esistenza acquatica, si trattava invero di prede ideali per cacciatori-raccoglitori: abbastanza grossi da garantire una ricompensa adeguata agli sforzi di inseguimento e uccisione, ma non tanto da comportare rischi eccessivi. Con la pelliccia si potevano confezionare indumenti resistenti e impermeabili alla furia degli elementi. Sotto la pelle si nascondeva uno strato di grasso che, oltre a fornire cibo, insieme al resto della carcassa poteva venire bruciato in una lampada diffondendo luce e calore durante le lunghe notti dell'inverno artico.
I cacciatori dell'età della pietra hanno lasciato testimonianze della loro speciale correlazione con i Pinnipedi sotto forma di incisioni su ossa e denti e di arpioni, talora ricavati dagli scheletri degli animali catturati. Gli eschimesi diedero vita nell'Artico a una cultura che in larga misura dipendeva dai Pinnipedi per la sua stessa sopravvivenza.
I nativi del Nord America, a sud della Columbia Britannica, non diedero tregua a foche e leoni di mare. Anche sulla punta estrema del Sud America, nella Terra del Fuoco, foche e otarie rappresentarono a lungo una delle voci più importanti dell'alimentazione degli indigeni, sino a quando non entrarono in scena i cacciatori professionisti europei.
L'attività venatoria di sussistenza praticata dalle comunità primitive o dai piccoli pescatori europei sino all'alba del secolo scorso ha avuto un impatto relativamente modesto sulle popolazioni dei Pinnipedi. Una nuova frontiera è stata però aperta quando ha preso piede l'idea di investire denaro in attrezzature ed equipaggi con l'obiettivo di accaparrarsi quante più prede possibile a scopo di lucro. Le foche della Groenlandia furono le prime a essere investite dal vento del progresso. La loro abitudine di aggregarsi in bande molto numerose all'epoca della riproduzione ne faceva un bersaglio appetibile per i cacciatori.
La strage ebbe inizio nella prima parte del XVIII secolo e si può dire che non si sia mai arrestata sino a oggi. Stessa sorte toccò, per opera dei balenieri artici, ai trichechi, ridotti di numero in modo ancora più drastico.
Anche le otarie hanno avuto i loro problemi, in particolare le otarie orsine, prese di mira in entrambi gli emisferi per via della pregiata pelliccia. Il callorino dell'Alaska iniziò a far le spese dell'avidità umana sul finire del XVIII secolo, con due milioni e mezzo di capi massacrati sulle isole Pribilof tra il 1786 e il 1867.
Venduta l'Alaska dalla Russia agli Stati Uniti, le operazioni di caccia a terra furono finalmente assoggettate a un certo numero di restrizioni, non tali però purtroppo da impedire un drammatico calo demografico dovuto soprattutto all'indiscriminata uccisione delle femmine in allattamento. Nel 1911 venne firmata la North Pacific Fur Seal Convention (il primo accordo internazionale per la protezione dei Pinnipedi), che ne mise al bando la caccia in mare aperto. Grazie a un'attenta politica gestionale, il ceppo delle otarie orsine delle Pribilof si è ripreso in maniera soddisfacente. Una delle due isole che compongono le isole Pribilof, St. George, è oggi un santuario dedicato alle ricerche.
Nell'emisfero australe la rincorsa alle pellicce si appaiò disgraziatamente all'eliminazione organizzata degli elefanti di mare, colpevoli di essere ricchi di olio. Nel secolo scorso questi ultimi hanno rimpolpato le loro file e sono divenuti il fondamento di un'industria lucrosa e opportunamente regolata nella Georgia del Sud tra il 1910 e il 1964. Attualmente ne è vietata qualsiasi forma di caccia commerciale.
Anche l'arctocefalo delle Kerguelen, quasi sterminato nel XIX secolo, è ora tornato all'antico splendore.
Un altro precoce elemento di incontro e di scontro è stata la competizione tra pescatori e foche (con questo termine qui si vogliono comprendere anche trichechi e otarie). Molti sono convinti che il danno più cospicuo sia quello arrecato alle reti e ai pesci che vi rimangono impigliati. Le più esposte sono le reti fisse e il costo può essere elevato se le specie di pesci in questione sono pregiate, come il salmone.
Altre forme di disturbo sono la quantità di pesci divorati dalle foche nell'ambiente naturale e il danno provocato nella loro qualità di ospiti di adulti di parassiti i cui stadi larvali si sviluppano in pesci di interesse alimentare. L'esempio meglio noto è quello del verme del merluzzo, un nematode che da adulto soggiorna nello stomaco delle foche, in prevalenza foche grigie e allo stadio larvale si installa nell'intestino e nei muscoli del merluzzo e di altre specie affini, che di conseguenza perdono enormemente di valore.
A parte i tentativi deliberati di eliminazione diretta, vuoi per i prodotti vuoi per i danni provocati ai territori di pesca, le attività umane possono risultare nocive alle foche in altri modi. Le reti a strascico sono responsabili di numerosi affogamenti e i frammenti sintetici delle reti ormai inservibili e gettate a mare (dove hanno lunga vita) e altri rifiuti non di rado si ingarbugliano in qualche vittima malcapitata. Forse l'impatto maggiore dell'industria ittica sulle foche è l'alterazione dell'ecosistema di cui esse sono parte.
L'esplosiva industrializzazione nell'emisfero boreale ha portato allo smaltimento nell'oceano di molti prodotti biotossici, in gran parte persistenti e soggetti ad accumularsi in animali, come le foche, al vertice della catena alimentare. I Pinnipedi ammassano gradualmente composti organici clorurati, soprattutto nel lardo e metalli pesanti nel fegato. L'evidenza più convincente della tossicità di tali prodotti ci viene dalle distese settentrionali del Mar Baltico, dove le foche dagli anelli hanno subito un rapido declino e i sopravvissuti mostrano evidenti difficoltà riproduttive.
L'inquinamento da petrolio rappresenta un problema di molte coste dell'emisfero boreale. Spesso le foche sono ricoperte di chiazze catramose, ma non sembrano risentirne: infatti, a differenza degli uccelli, che sono soliti lisciarsi le penne con il becco e quindi inevitabilmente portati a inghiottire petrolio e a venirne avvelenati, le foche non compiono alcun tentativo di pulizia e così ne ingurgitano raramente.
Ogni perturbazione ambientale può avere un effetto nocivo sulle foche. Lo sfruttamento di acque basse produttive, come i «polder» olandesi, può privarle del loro habitat naturale. Attività ricreative di vario genere e, in particolare, l'uso di barche a motore, sono estremamente fastidiose per le foche nella stagione degli amori. Particolarmente colpite sono le foche monache, poco tolleranti di elementi perturbatori.
Le foche, come del resto quasi tutti gli animali selvatici, risentono negativamente dell'aumento delle popolazioni umane e dell'industrializzazione. Oggi però il loro benessere è fonte di genuine preoccupazioni e anche se alcune specie, come le foche monache, sono minacciate di estinzione, si può dire che la sopravvivenza della gran maggioranza dei ceppi sia assicurata.

## Tassonomia
- Famiglia Enaliarctidae (estinta)
- Famiglia Odobenidae
  - Tricheco, Odobenus rosmarus
  - Desmatophoca (estinta)
  - Imagotaria downsi (estinta)
- Famiglia Otariidae
  - Genere Arctocephalus

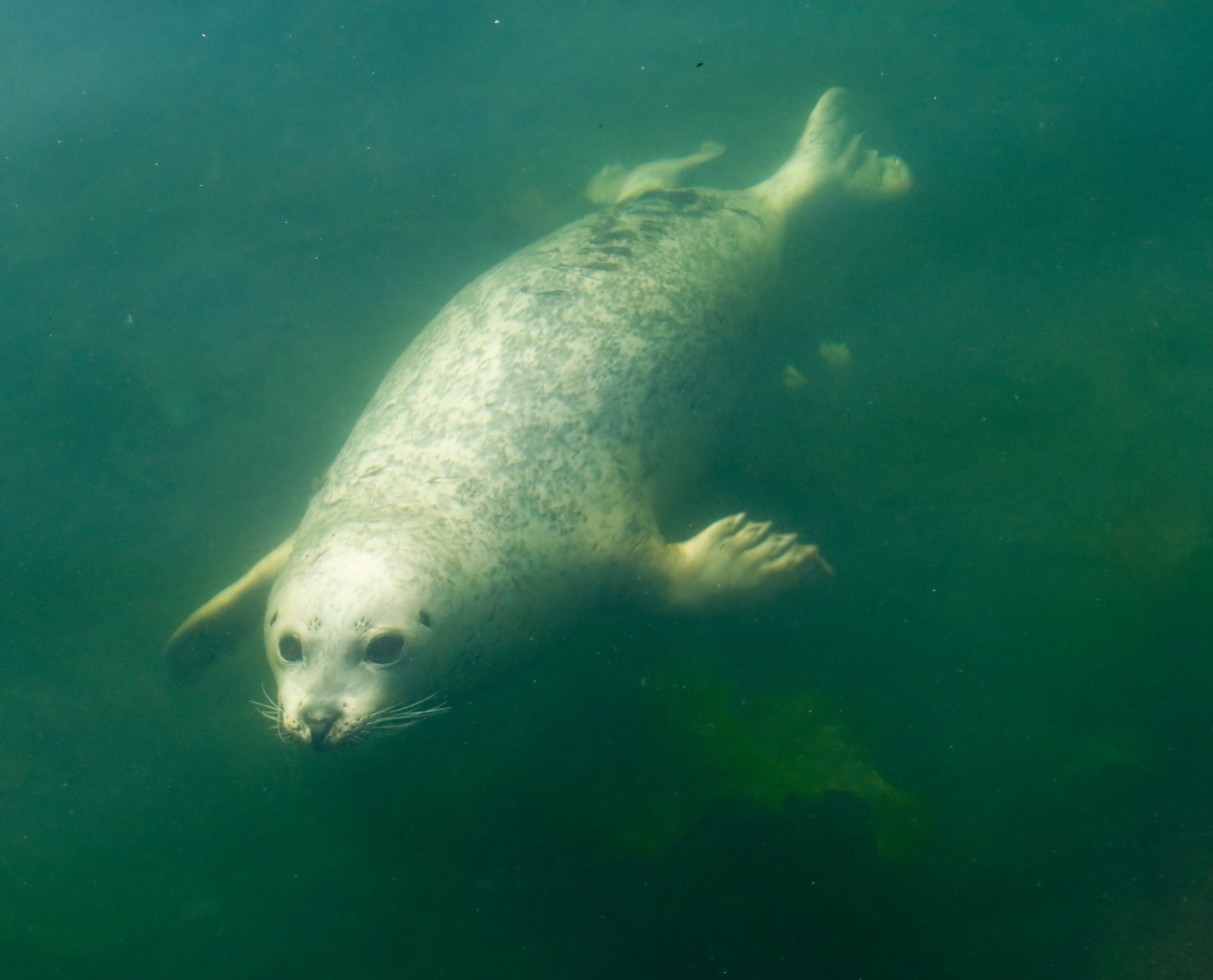
Immagine subacquea di una foca comune o foca dei porti (Phoca vitulina).

    - Otaria orsina antartica, A. gazella
    - Otaria orsina di Guadalupe, A. townsendi
    - Otaria orsina delle Juan Fernandez, A. philippii
    - Otaria orsina delle Galápagos, A. galapagoensis
    - Otaria orsina del Capo, A. pusillus
      - Otaria orsina sudafricana, A. pusillus pusillus
      - Otaria orsina australiana, A. pusillus doriferus

    - Otaria orsina della Nuova Zelanda od otaria orsina meridionale, A. forsteri
    - Otaria orsina subantartica, A. tropicalis
    - Otaria orsina sudamericana, A. australis

  - Genere Callorhinus
    - Otaria orsina settentrionale, C. ursinus

  - Genere Eumetopias
    - Leone marino di Steller, E. jubatus

  - Genere Neophoca
    - Leone marino australiano, N. cinerea

  - Genere Otaria
    - Leone marino sudamericano, O. flavescens

  - Genere Phocarctos
    - Leone marino della Nuova Zelanda o leone marino di Hooker, P. hookeri

  - Genere Zalophus
    - Leone marino della California, Z. californianus
    - Leone marino giapponese, Z. japonicus - estinto (anni '50)
    - Leone marino delle Galápagos, Z. wollebaeki
- Famiglia Phocidae
  - Sottofamiglia Monachinae
    - Tribù Monachini
      - Monachopsis (estinto)
      - Pristiphoca (estinta)
      - Properiptychus (estinto)
      - Messiphoca (estinta)
      - Mesotaria (estinta)
      - Callophoca (estinta)
      - Pliophoca (estinta)
      - Pontophoca (estinta)
      - Foca monaca mediterranea, Monachus monachus
      - Foca monaca hawaiana, Neomonachus schauinslandi
      - Foca monaca caraibica, Neomonachus tropicalis (probabilmente estintasi intorno al 1950)

    - Tribù Miroungini
      - Elefante marino settentrionale, Mirounga angustirostris
      - Elefante marino meridionale, Mirounga leonina

    - Tribù Lobodontini
      - Monotherium wymani (estinto)
      - Foca di Ross, Ommatophoca rossii
      - Foca cancrivora, Lobodon carcinophagus
      - Foca leopardo, Hydrurga leptonyx
      - Foca di Weddell, Leptonychotes weddellii

    - Foca dal collo di cigno, Acrophoca longirostris (estinta)
    - Piscophoca pacifica (estinta)
    - Homiphoca capensis (estinta)

  - Sottofamiglia Phocinae
    - Kawas benegasorum (estinto)
    - Leptophoca lenis (estinta)
    - Preapusa (estinta)
    - Cryptophoca (estinta)
    - Foca barbata, Erignathus barbatus
    - Foca dal cappuccio, Cystophora cristata
    - Tribù Phocini
      - Foca comune o foca dei porti, Phoca vitulina
      - Foca maculata o foca larga, Phoca largha
      - Foca anellata, Pusa hispida (in passato Phoca hispida)
      - Nerpa o foca del Baikal, Pusa sibirica (in passato Phoca sibirica)
      - Foca del Caspio, Pusa caspica (in passato Phoca caspica)
      - Foca arpa, Pagophilus groenlandica (in passato Phoca groenlandicus)
      - Foca fasciata, Histriophoca fasciata (in passato Phoca fasciata)
      - Phocanella (estinta)
      - Platyphoca (estinta)
      - Gryphoca (estinta)
      - Foca grigia, Halichoerus grypus